# Selakovići
Selakovići je naseljeno mjesto u općini Fojnica, Federacija Bosne i Hercegovine, BiH.
Nalazi se oko kilometar jugozapadno od Fojnice.

## Stanovništvo

### 1991.
Nacionalni sastav stanovništva 1991. godine, bio je sljedeći:
ukupno: 34
- Hrvati - 33
- ostali, neopredijeljeni i nepoznato - 1

### 2013.
Nacionalni sastav stanovništva 2013. godine, bio je sljedeći:
ukupno: 49
- Hrvati - 49

## Poznate osobe
- Joakim Trogrančić, pisac

## Vanjske poveznice
- Satelitska snimka  Arhivirana inačica izvorne stranice od 7. ožujka 2021. (Wayback Machine)